# Lankjärvi
Lankjärvi eller Lankijärvi är en sjö i Finland. Den ligger i Letala stad i landskapet Egentliga Finland, i den sydvästra delen av landet, 190 km väster om huvudstaden Helsingfors. Lankijärvi ligger 21,1 meter över havet. Arean är 23,8 hektar och strandlinjen är 4,38 kilometer lång. Sjön  ingår i Sirppujokis huvudavrinningsområde.   I omgivningarna runt Lankjärvi växer i huvudsak barrskog. Den sträcker sig 1,3 kilometer i nord-sydlig riktning, och 0,5 kilometer i öst-västlig riktning.